# 艾倫·坦納
艾倫·坦納（法語：Alain Tanner；1929年12月6日—2022年9月11日），瑞士導演，他是瑞士新浪潮電影的奠基者之一。

## 生平
坦納在日內瓦大學學習經濟學。1951年，他加入了克勞德·戈雷塔在大學成立的電影俱樂部。畢業後在國際航運公司工作一段時間後，決定投入電影行業。

坦納1955年在英國電影學院負責字幕、翻譯和整理檔案。他的第一部電影是《美好時光》，獲得了廣泛的好評。
坦納去了法國一段時間，並協助拍攝了幾部商業電影。在那裡，他會見了法國新浪潮的一些最重要的導演。但他不喜歡那裡的氛圍，並將其描述為“殘酷”。
1960年至1968年間，坦納回到瑞士，為那裡的法語電視台製作了40多部電影和紀錄片。1962年，他成為瑞士青年電影人“Groupe Cinque”的聯合創始人。

2022年，其基金會宣布他的死訊，享耆壽92歲。

## 外部連結
- 互联网电影数据库（IMDb）上《艾倫·坦納》的资料（英文）
- （页面存档备份，存于）
- （页面存档备份，存于）
- （页面存档备份，存于）